# Jembrana-Disease-Virus
Das Jembrana-Disease-Virus (JDV oder BIV-J) ist ein Retrovirus, das zur Gattung der Lentiviren gezählt wird und eine akute Erkrankung des Bali-Rindes (Bos javanicus) bewirken kann. Es ist verwandt mit BIV (Bovines Immundefizienz-Virus), 74 % der Nukleotidsequenzen stimmen überein. Obwohl dieses Virus zu den Lentiviren gezählt wird, ist der Verlauf einer JDV-Infektion anders als der typische langsame Erkrankungsverlauf bei Lentiviren: Es kommt zu einer akuten Infektion mit teilweise tödlichem Verlauf. Dies unterscheidet auch die JDV-Infektion von einer BIV-Infektion.
Die Jembrana-Krankheit wurde 1964 als Infektionskrankheit bei Rindern im Distrikt Jembrana auf Bali in Indonesien beobachtet. Das Virus ist in einigen Gebieten Indonesiens endemisch. An Jembrana sind 60.000–80.000 Rinder auf Bali verstorben.